# Basilika ta’ Pinu

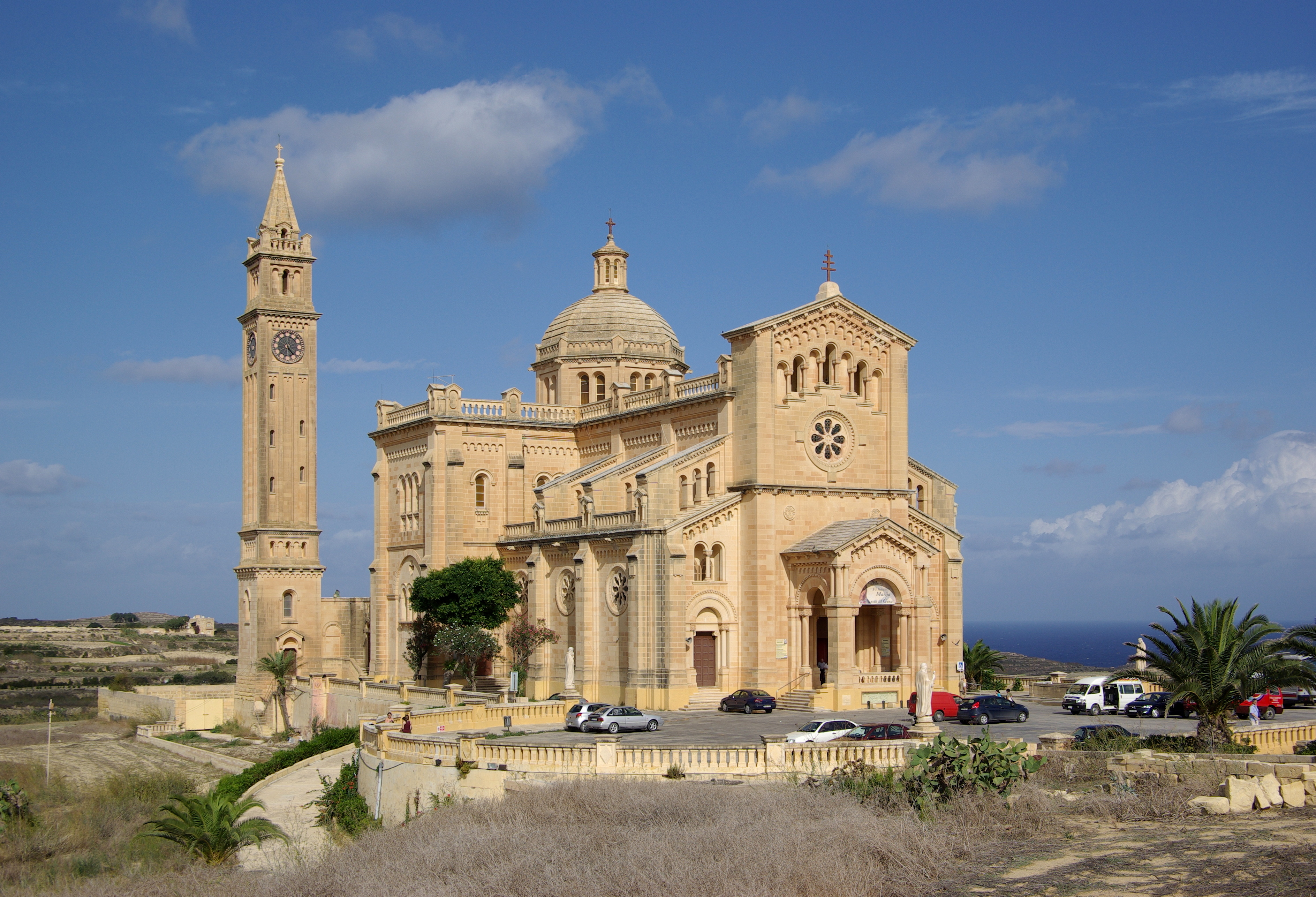
Basilika ta’ Pinu

Das Heiligtum Madonna ta' Pinu (Blessed Virgin Mary of Ta’ Pinu) liegt etwa 700 Meter entfernt von Ort Għarb auf der Insel Gozo in Malta und gehört zum Bistum Gozo. Die Arbeiten an der Kirche begannen am 30. Mai 1920, am 31. August 1932 wurde sie geweiht und bereits am 10. August desselben Jahres durch Papst Pius XI. zur Basilika erhoben. Die im neoromanischen Stil erbaute Kirche beinhaltet im Innenraum 6 Mosaike, Fenster in 76 Farben und zahlreiche Votivgaben. Der Glockenturm hat eine Höhe von 61 Metern.
Bis heute gibt es jedes Jahr eine Wallfahrt, die auf eine Marienerscheinung zurückgeht. Am 22. Juli 1883 passierte Karmni Grima, eine Frau aus Għarb, die alte Kapelle, die damals an der Stelle der heutigen Basilika stand. Aus deren Inneren habe sie dabei die Stimme der Mutter Gottes vernommen, die sie aufforderte, drei Ave Maria zu sprechen. Karmni Grima sei der Aufforderung nachgekommen, woraufhin auf wundersame Weise ihre schwer kranke Mutter genesen sei.
Im Mai 1990 besuchte Papst Johannes Paul II. auf seiner Malta-Rundreise das Heiligtum.
Eine Tafel direkt an der Fassade der Basilika markiert den Beginn eines Kreuzwegs mit lebensgroßen Marmorfiguren, der auf den Hügel ta’ Ghammar führt, wo eine kleine Kapelle und ein Versammlungsplatz in der Form eines griechischen Theaters den Abschluss bilden.
Papst Benedikt XVI. widmete dem Marienheiligtum anlässlich seiner Maltareise am 18. April 2010 die Goldene Rose.

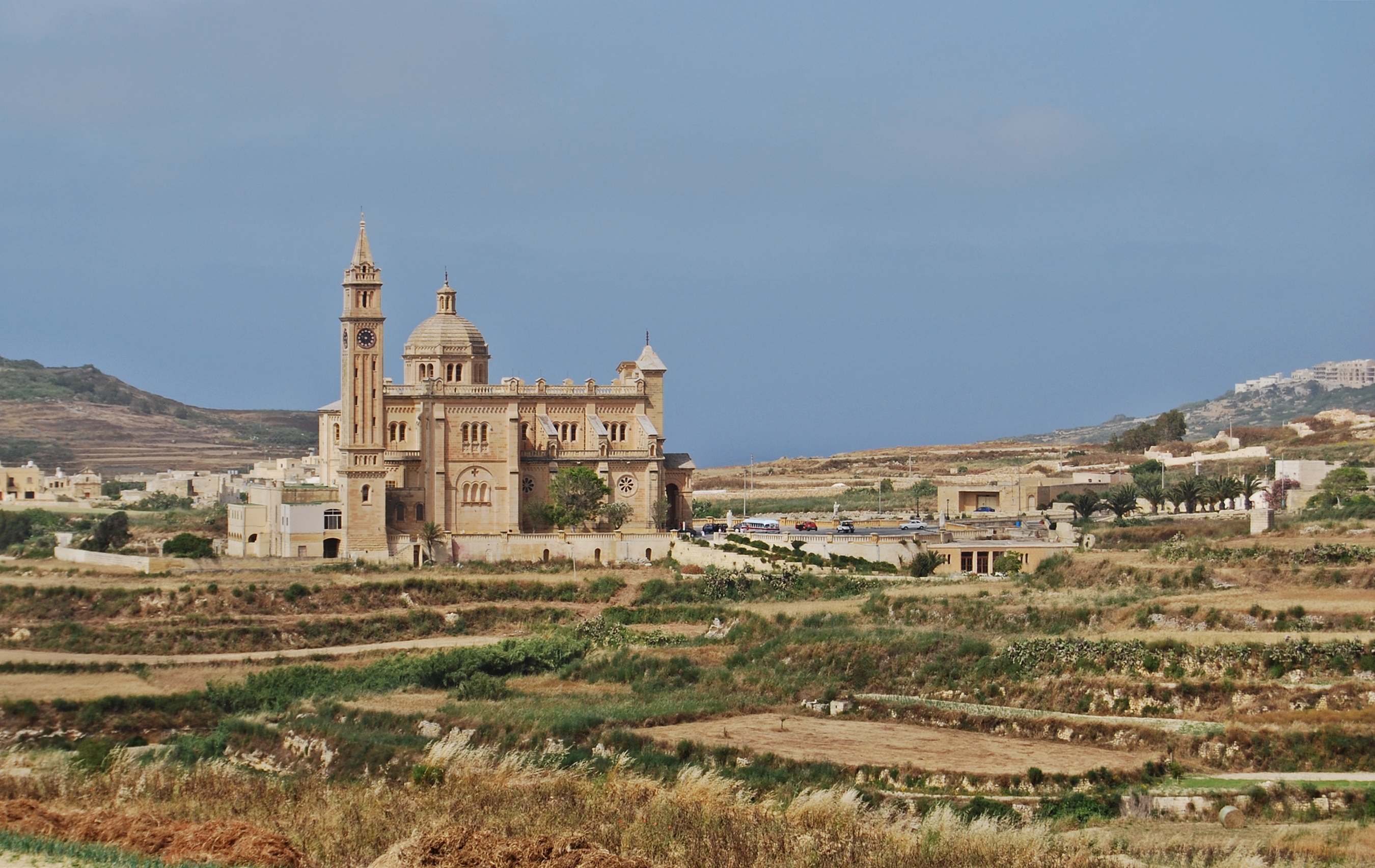
Basilika ta’ Pinu, Gesamtaufnahme
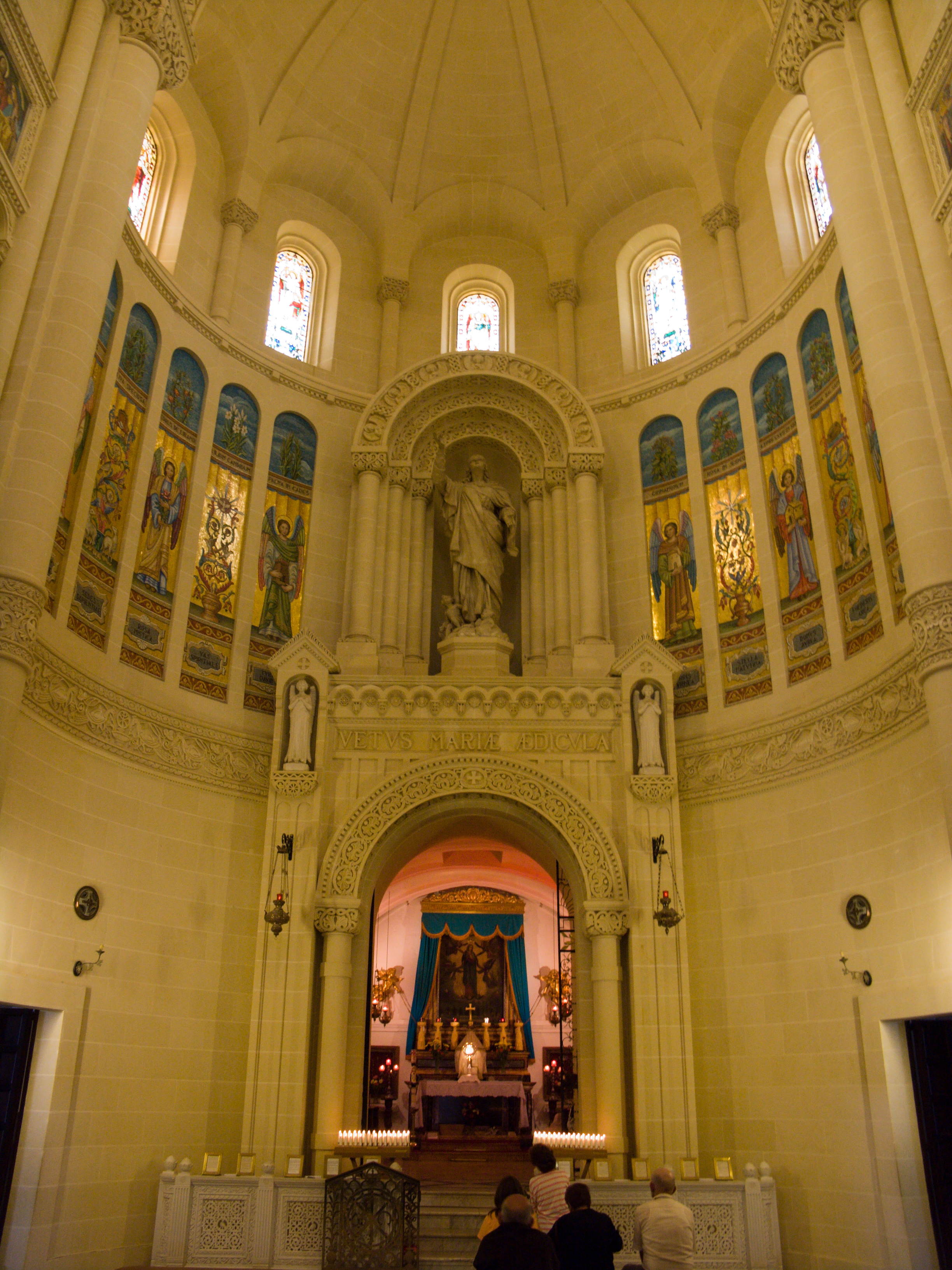
Chor im Inneren der Basilika
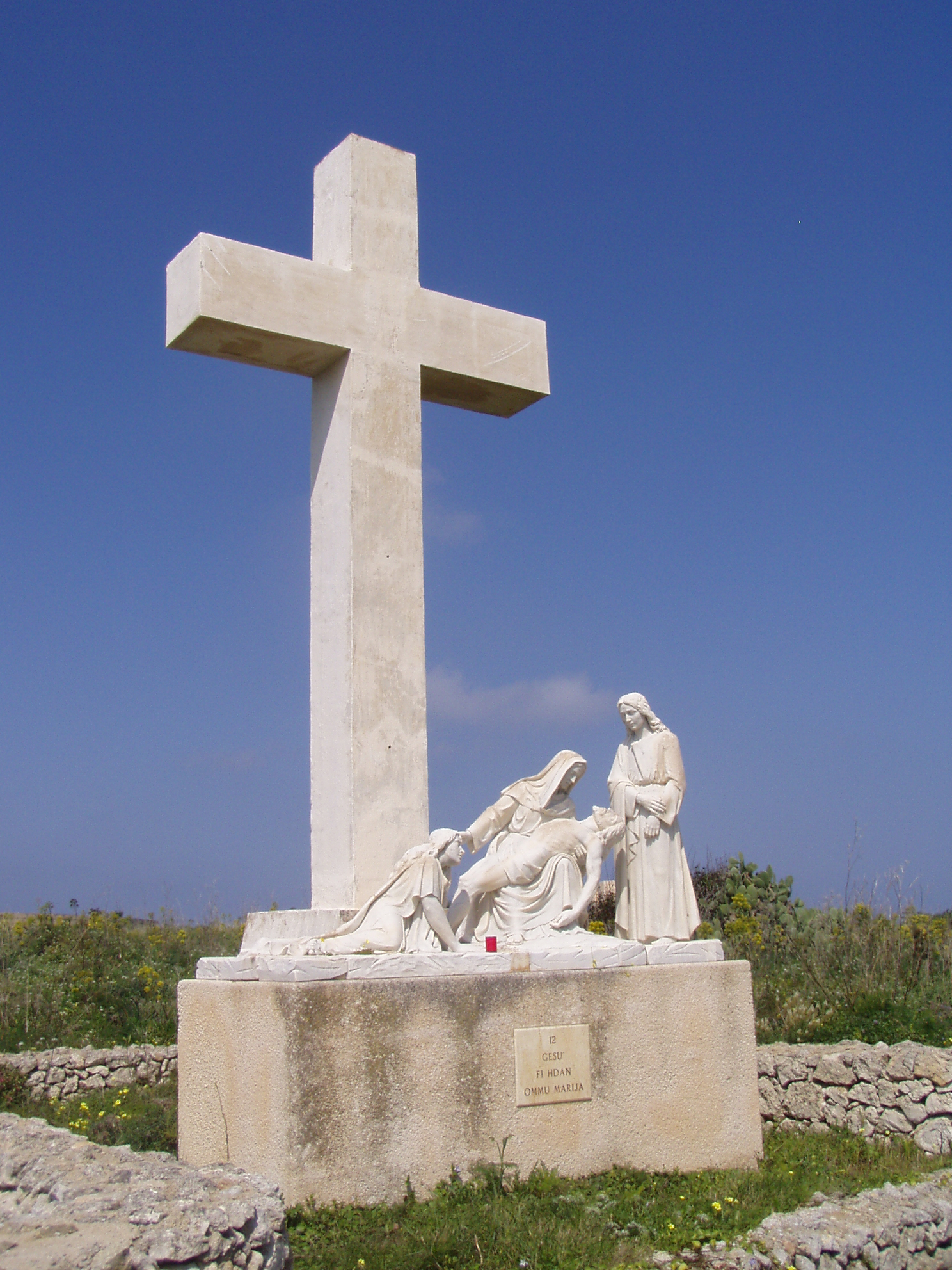
12. Station des Kreuzweges